# Honda Crosstour
Honda Crosstour (яп. ホ ン ダ · ク ロ ス ツ ア, укр. Хонда Кросстур) — повнорозмірний кросовер, що випускався компанією Honda. Продажі автомобіля почалися в листопаді 2009 року в якості 2010 модельного року, і на 2015 модельному році через низькі продажі його випуск був припинений. Автомобіль спочатку продавався і був відомий під назвою Accord Crosstour. Поряд з Honda Element, який випускався до 2011 року, автомобілі Кросстур складали пару кроссоверам HR-V 2016 модельного року.

## Опис моделі

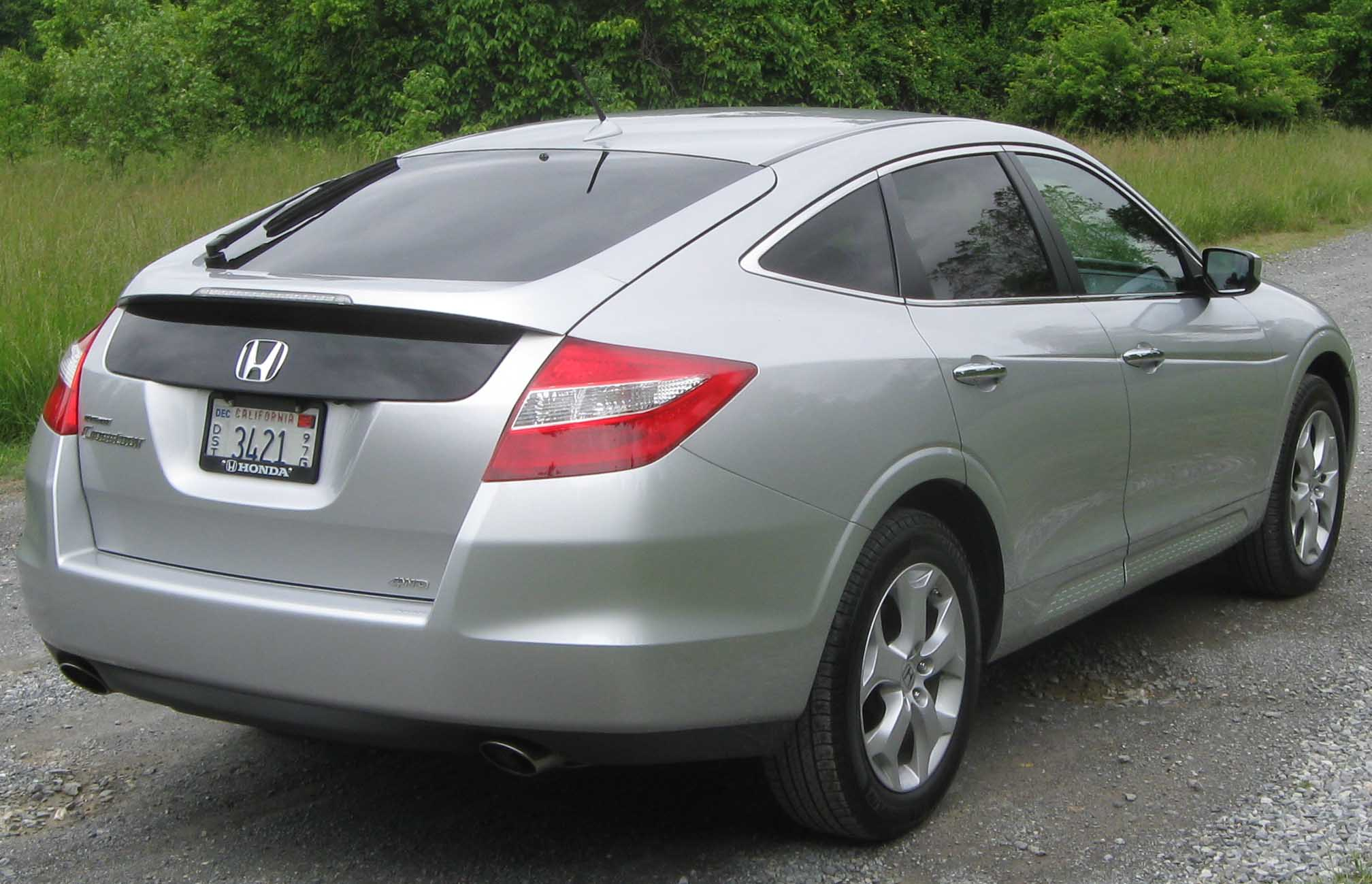
Honda Accord Crosstour EX-L

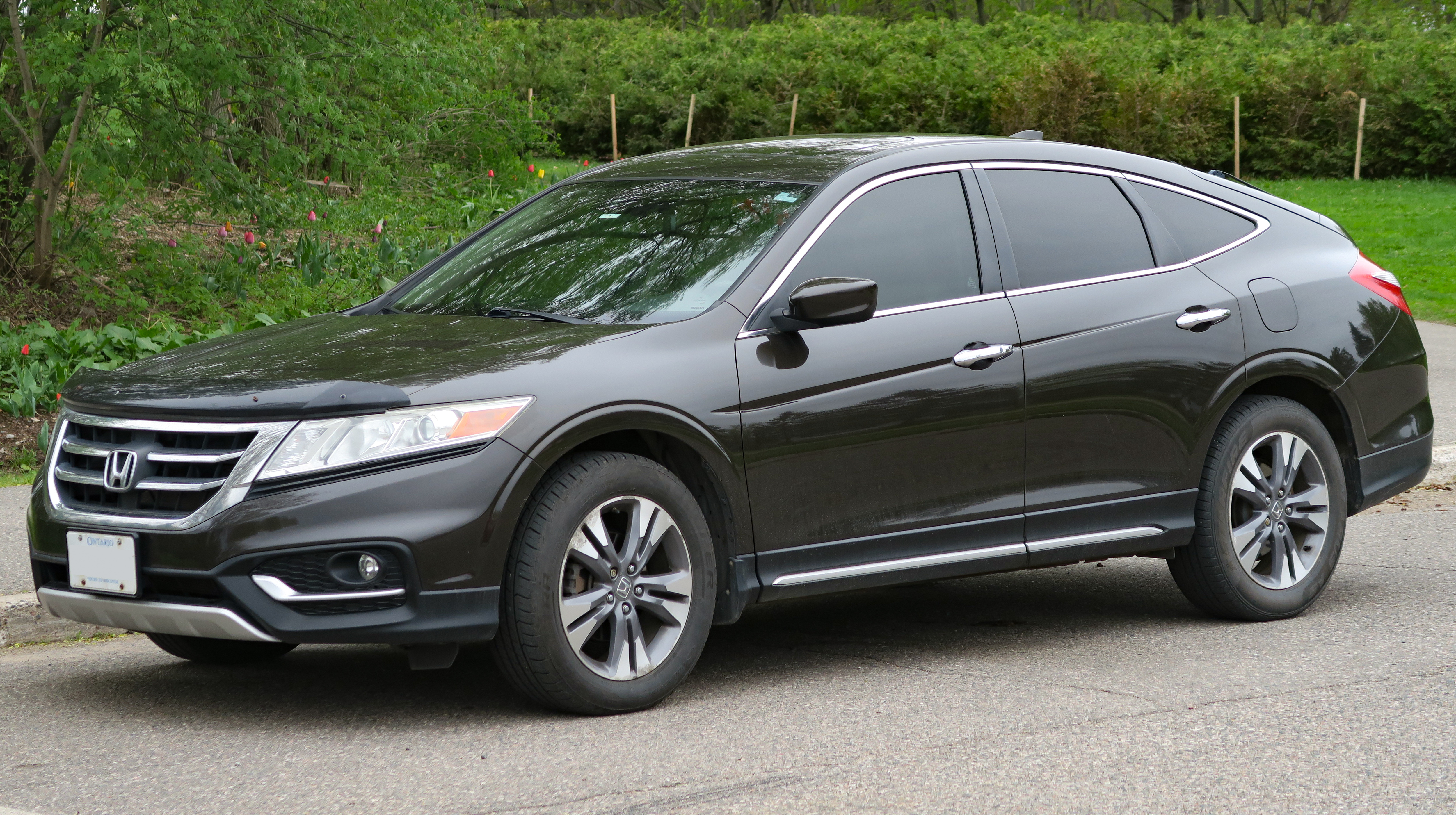
Honda Crosstour (2012-2015)

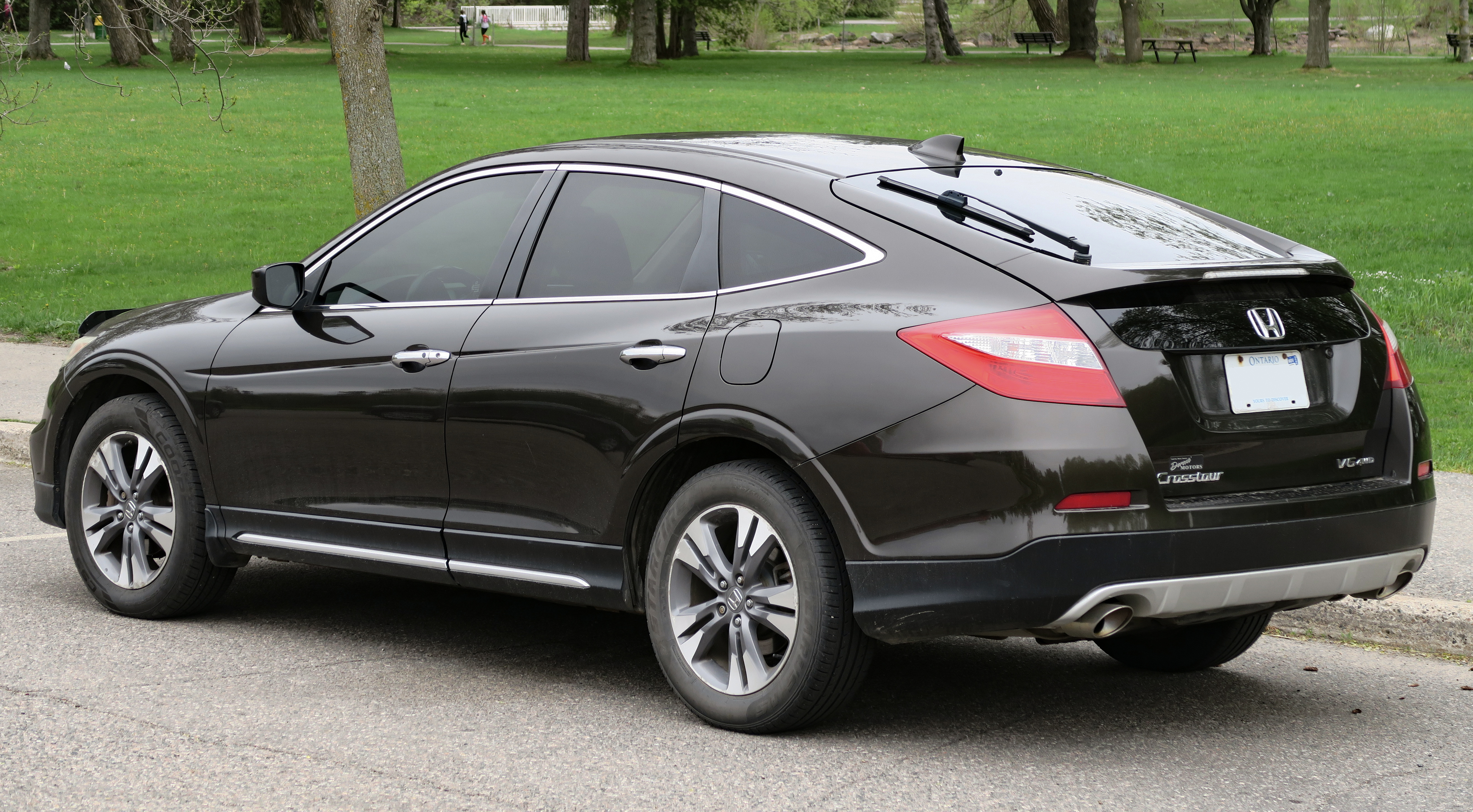
Honda Crosstour (2012-2015)

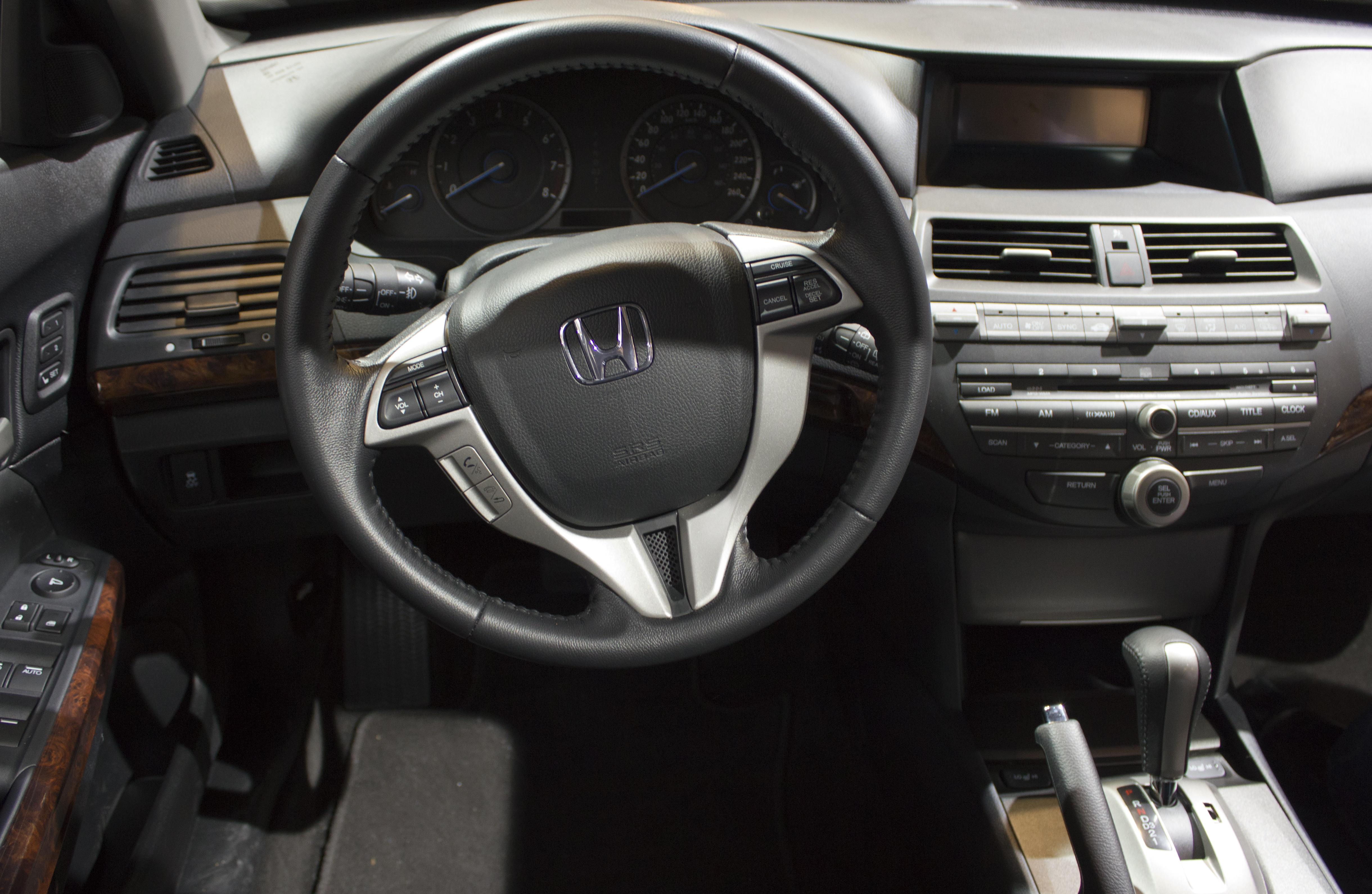
Honda Accord Crosstour EX-L

Кросстур в лінійці SUV і позашляховиків Honda зайняв місце нижче Pilot, будучи меншою за габаритами. Кросстур був довший, але мав два ряди сидінь в порівнянні з трьома у Pilot, і мав приблизно на 4,6 м² менше внутрішнього простору.
Кросстур був варіантом автомобіля Accord в кузові хетчбек/універсал і будується на тій же платформі. Автомобіль оснащувався 3,5-літровим двигуном V6 і приводом або тільки на передні колеса, або на всі колеса. Ціни починалися від $ 29670, що було вище вартості седана Accord (який починався від $ 23000).
Кросстур був конкурентом Toyota Venza, універсала, що випускався на базі багаторічного конкурента Accord, Toyota Camry. І як Venza, який повинен був замінити універсал Camry, Кросстур прийшов на зміну універсалу Accord.
У 2012 модельному році, Honda прибрала приставку «Accord», і модель стала називатися просто «Crosstour». Тоді ж була змінена решітка радіатора. Рядний чотирьох-циліндровий двигун для моделей з переднім приводом почав випускатися в кінці 2011 року і надійде в продаж на початку 2012 року.
Кросстур продавався в США, Канаді, Мексиці, Китаї, в країнах Близького Сходу і Південно-Східної Азії. У Китаї автомобіль збирається і продається компанією GAC-Honda з жовтня 2010 року.

### Оновлення
У 2013 модельному році Honda оновила Кросстур. Концепт-кар Crosstour був представлений на Нью-Йоркському міжнародному автосалоні в квітні 2012 року. Оновлений Кросстур надійшов у продаж з 20 листопада зі зменшеною ціною на $ 500 одночасно зі збільшенням базового оснащення. Інтер'єр був змінений, з'явився більш потужний і економічний двигун V6 в поєднанні з 6-ступінчастою автоматичною коробкою передач, які замінили попередній V6 і 5-ступінчастий автомат. Економія палива була поліпшена, і склала 11,8/7,8/10,2 літрів на 100 кілометрів (місто/шосе/змішаний) для передньопривідних моделей і 12,4/8,4/10,7 літрів на 100 кілометрів для повнопривідних моделей. Усередині водійське сидіння отримало 10-діапазонну електричне регулювання, в стандарт увійшло автоматичне затемнення дзеркала заднього виду.

### Кінець випуску
8 квітня 2015 року Honda оголосила про припинення виробництва моделі Кросстур в наприкінці 2015 модельного року через низькі продажі. Останній автомобіль вийшов з заводу 31 серпня 2015 року. Ще одним фактором у вирішенні Honda є необхідність у звільненні місця на виробничій лінії для випуску моделей CR-V, Acura RDX, а також Acura MDX в 2017 році.

## Двигуни
| Модель             | Об'єм     | Код двигуна | Циліндри  | Потужність                        | Крутний момент        | Коробка передач | Роки виробництва |
| Бензинові          | Бензинові | Бензинові   | Бензинові | Бензинові                         | Бензинові             | Бензинові       | Бензинові        |
| ------------------ | --------- | ----------- | --------- | --------------------------------- | --------------------- | --------------- | ---------------- |
| 2.4 I4 DOHC VTEC-i | 2354 см³  | K24A        | Р4        | 192 к.с.                          | -                     | 5-ст. АКПП      | з 2012           |
| 3.5 V6 SOHC VTEC-i | 3471 см³  | J35A        | V6        | 271 к.с. (203 кВт) при 6200 об/хв | 254 Нм при 5000 об/хв | 5-ст. АКПП      | з 2010           |

## Безпека
Модель 2013 року було доступна з системами попередження при лобовому зіткненні і при сході зі смуги. Резервна камера заднього виду була стандартною на всіх моделях 2012 року, більш складна камера заднього виду з широким кутом огляду була опціональною. У 2013 році з'явилася також камера (крім базової комплектації EX), що встановлюється на стороні пасажира, на дзеркалі.

## Продажі
| Рік  | Автомобілів (США) |
| ---- | ----------------- |
| 2009 | 2,564             |
| 2010 | 28,851            |
| 2011 | 17,974            |
| 2012 | 20,848            |
| 2013 | 16,847            |
| 2014 | 11,802            |
| 2015 | 9,104             |
| 2016 | 726               |
| 2017 | 5                 |